# Réseau haïtien des journalistes anti-corruption
 (juillet 2025).
Le Réseau haïtien des journalistes anti-corruption (RHAJAC) a été fondé en juin 2021, dans un contexte de crise institutionnelle marquée par la caducité du Parlement haïtien en janvier 2020. L’organisation est née de l’initiative de plusieurs journalistes indépendants, parmi lesquels Néhémie Joseph, Djovany Michel et Sonley Cherisier, désireux de dénoncer les abus de pouvoir, les détournements de fonds publics et la corruption dans la sphère politique haïtienne,,. Officiellement enregistré au ministère des Affaires sociales le 14 janvier 2022, le RHAJAC s’est rapidement imposé comme une structure citoyenne d’investigation et de plaidoyer, œuvrant pour la transparence et la justice sociale.

## Activités et engagements
Depuis sa création, le RHAJAC s’est illustré par des enquêtes sensibles impliquant des institutions publiques et des figures politiques. En mai 2025, l’organisation a déposé une plainte à la Direction centrale de la police judiciaire (DCPJ), mettant en lumière des soupçons de trafic d’organes et la concession illégale du monopole du ministère de l’Agriculture à des présumés trafiquants. Le réseau s’est également attaqué à la gestion des frais de passeport à la Direction de l’Immigration et de l’Émigration (DIE), souvent détournés au profit d’intermédiaires. Une correspondance adressée à l’Unité de lutte contre la corruption (ULCC) en mars 2025 a mené à des réformes dans le traitement des paiements en espèces au sein de cette administration.
Le RHAJAC fonctionne également comme un point de contact pour les lanceurs d’alerte, issus tant de l’administration publique que du secteur privé. Chaque signalement est vérifié et soumis à une enquête préalable avant d’être rendu public, afin de garantir l’objectivité des accusations. Le réseau publie régulièrement des rapports, dépose des plaintes et collabore avec d’autres organisations locales et internationales œuvrant dans le domaine de la transparence et de la bonne gouvernance.

## Menaces et impact
L’engagement du RHAJAC dans la lutte contre la corruption expose ses membres à des risques importants. En raison des menaces provenant de groupes armés ou d’individus mis en cause dans leurs enquêtes, plusieurs journalistes du réseau vivent cachés ou ont été contraints de fuir le pays. Le 10 octobre 2019, l’un des fondateurs, le journaliste Néhémie Joseph, a été assassiné à Bayas, une localité proche de Mirebalais. Ce drame a suscité une vive émotion dans le pays et a mis en lumière la vulnérabilité des journalistes d’investigation en Haïti. Malgré ces obstacles, le RHAJAC poursuit son action sur le terrain, déterminé à promouvoir une culture de redevabilité et à faire reculer l’impunité dans les institutions haïtiennes.